# Leonida Negrescu
Leonida Negrescu, la origine Leon Schwartz (5 noiembrie1857 - 1931) a fost un arhitect român, evreu de origine. A proiectat în stil academist eclectic francez, clădiri însemnate din București, multe din ele astăzi dispărute, precum și extinderea clădirii Ateneului Român.

## Biografie

### Copilărie și tinerețe
Leon (nume ebraic:Yehuda Leib) Schwartz s-a născut in 1857 la București, în Principatul Țării Românești, într-o familie evreiască. Tatăl sau se numea Șaraga Feibuș Schwartz.În cursul anilor și-a românizat numele în Leonida Negrescu.
Dupa terminarea liceului, a studiat arhitectura la Școala de Șosele și Poduri din București , iar în 1879 a plecat la Paris unde, până în 1887 a continuat studiile de arhitectură la Școala de Arte Frumoase din Paris. A fost al doilea arhitect român, după Ion Mincu,care a absolvit această școală franceză. A fost influențat de stilul eclectic din al Doilea Imperiu, mai ales de creațiile arhitectului Charles Garnier.
După absolvire a fost inspector adjunct la șantierul construcției Școlii Centrale din Paris și apoi, inspector la construcțiile din Arondismentul Luxembourg din oraș.

### Activitatea în România

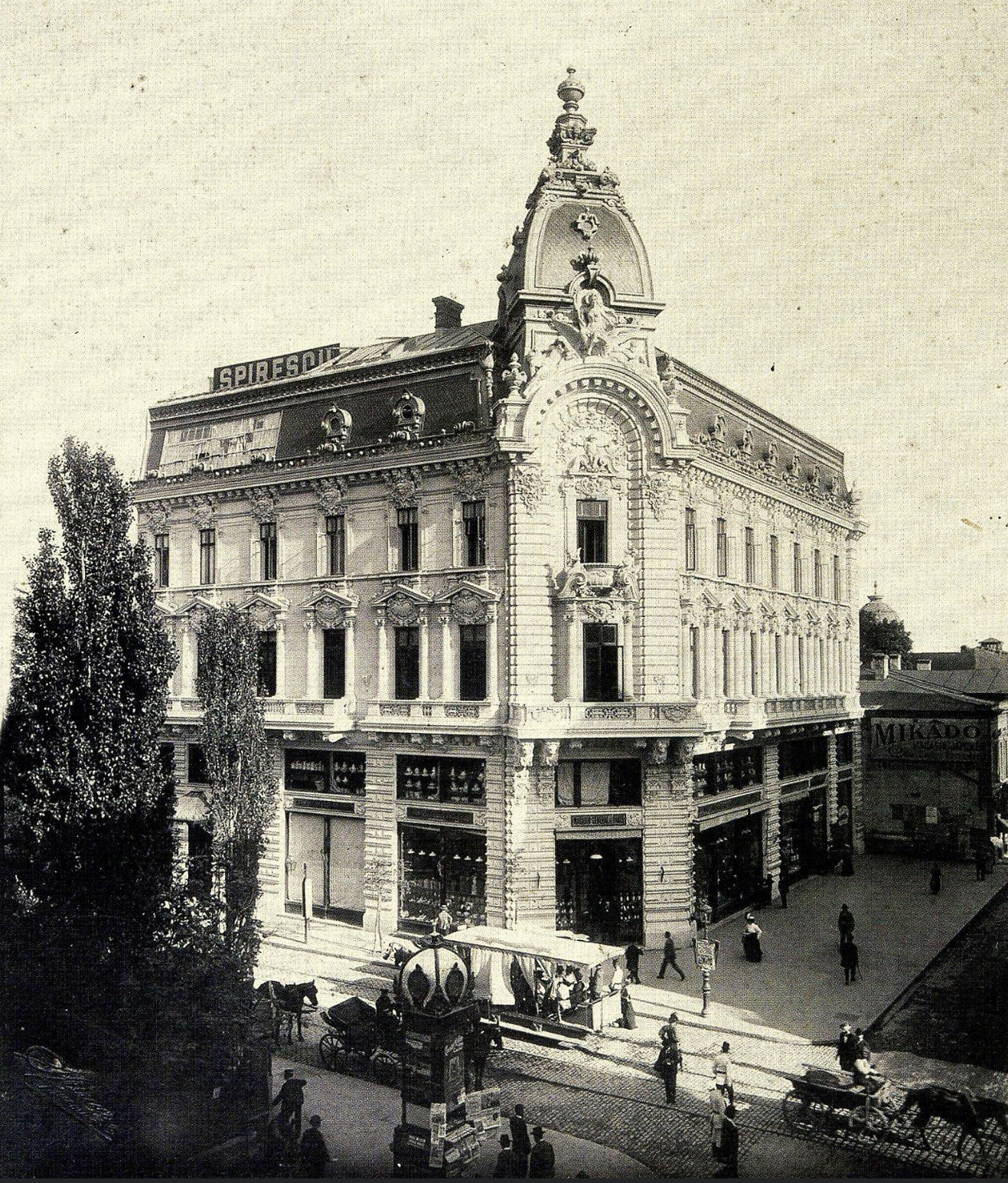
Palatul Anker cu Jockey Club

În 1888 a revenit în patrie, fiind angajat ca arhitect șef al Căilor Ferate Române, funcție de conducere care, rareori era atribuită unui evreu. 
A contribuit la construirea docurilor porturilor Brăila și  Galați. Apoi a lucrat vreme de șapte ani ca arhitect al Ministerului Cultelor și Educației Publice. În acea vreme, în 1892 un ziar naționalist l-a criticat pe ministrul Take Ionescu pentru a fi confirmat în acest post un arhitect evreu. În 1894 a fost unul dintre puținii evrei care au primit cetățenia română.
Din 1895 a început o carieră de arhitect privat.
A planificat clădirile gimnaziilor din Dorohoi, Vaslui, Râmnicu Sărat, precum și ale unor școli comunale și rurale.
De asemenea i se datorează câteva clădiri emblematice din Bucureștiul de altădată, câteva din ele în Calea Victoriei:Jockey Club din Palatul Societății Anker (1890) cu Cafe High Life (ulterior Cafe Corso) în C.Victoriei 104 (azi in acest loc este nr.74) - la intersecția cu str.Franklin, Academia Comercială, cu Cinema Regal (1915), Hotelul Splendid (1898)- la vremea lui cel mai luxos hotel din București (ulterior modernizat în 1925 de Arghir Culina,lovit greu de bombardamentele anglo-americane din 1944 și dărâmat până în 1950) Magazinul de muzică Orfeu (1899), lângă Teatrul de Comedie (astăzi Teatrul Odeon), de asemenea Arenele Romane din Parcul Carol(1905-1906), în colaborare cu arhitectul peisagist Edouard Redont și cu Elie Radu. Negrescu și-a planificat și propria casă din strada Radu Calomfirescu 12,a proiectat, de asemenea Casa H.Alexandru Lahovary  (1888) din C.Victoriei 102 , Casa H.Iancu (1897) din Str,Gândului 20, Casa Ioan Pencovici din Calea Călărași (împreună cu Wilhelm Bast), Casa Procopie Dumitrescu (1889) din strada Batiștei 21, o casă din Calea Călărași 33,Casa Maria Pariano (1891) din str. Colței 69, extinderea Casei Take Ionescu (1913); imobilul Amsterdam Cafe (1889) din strada Covaci 6, Casa Negroponte din Strada Negustorilor, la intersecția cu str.Hristo Botev extinderea Casei Filipescu Cesianu din Calea Victoriei 151. colț cu str. Sevastopol (1892) , astăzi sediu al unor expoziții ale Muzeului Municipiului București, Școala-internat de fete „Fraternitatea Zion” la Templul Coral din str Sfânta Vineri (azi sediul Federației Comunităților Evreiești din România)
În anii 1893-1897 a proiectat lucrări de extindere ale Ateneului Român,
inclusiv monumentala casă a scărilor . Negrescu a murit la București în 1931.

### Viața privată

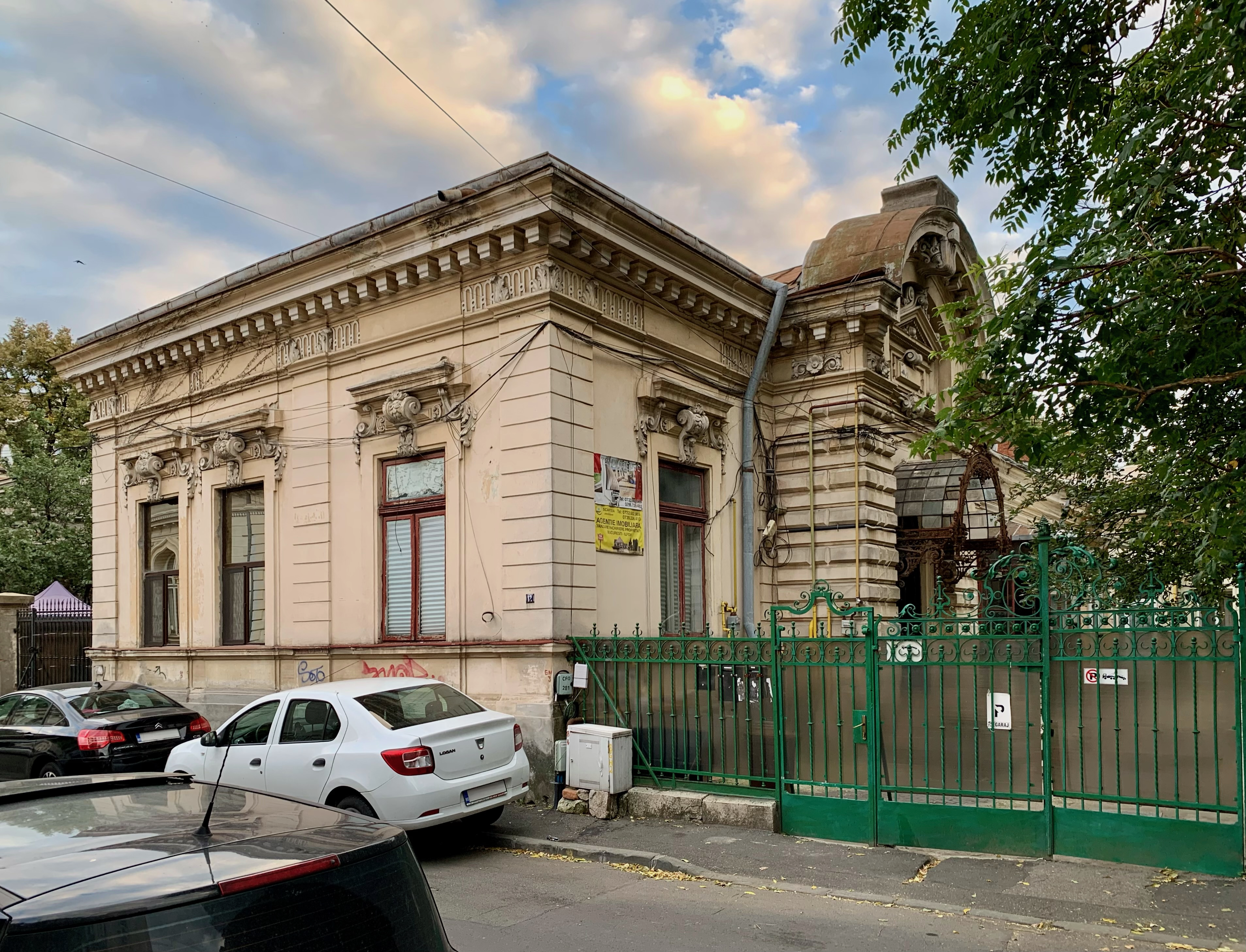
Casa lui Negrescu pe strada Radu Calomfirescu la București

Negrescu a fost căsătorit cu Henriette (Hanna) Hornstein (1972-1939) și este înmormântat alături de ea în Cimitirul evreiesc Filantropia din Bucuresti, a cărui capelă a proiectat-o (în 1908).

## Memoria
- O stradă din Cisnădie, Județul Sibiu, îi poartă numele [10]